# A Margalida
«A Margalida» és una cançó composta pel cantautor català Joan Isaac el 1976 i publicada per primera vegada el 1977 al seu àlbum Viure. Està dedicada a Margalida Bover, companya sentimental del jove anarquista català Salvador Puig Antich, executat el 1974 pel règim franquista a la presó Model de Barcelona mitjançant el mètode del garrot vil. El tema va ser escrit per l'artista amb el coneixement d'estar proper a la situació, a causa de la seva proximitat a la família durant l'època en què es va desenvolupar aquest succés. Per la seva bellesa i sensibilitat ha esdevingut una cançó popular que forma part de la memòria col·lectiva a Catalunya; representa tot un himne contra la pena de mort. També apareix als discos Planeta Silenci (1998), Només han passat cinquanta anys (2004), Bàsic (2007) i Duets (2007).
La primera versió publicada s'inclogué en l'LP Viure, amb la traducció del text realitzada per José Manuel Caballero Bonald. Joan Isaac interpreta la cançó «A Margalida» en totes les seves actuacions, generalment precedida per un text recollit en el llibre Compte enrere de Francesc Escribano. Amb aquest gest simbòlic el cantautor rendeix un homenatge continuat a Salvador Puig Antich, contribuint així al manteniment de la memòria col·lectiva històrica.
L'última versió publicada té com a particularitat que és cantada en part en català i en part en basc, acompanyat per l'artista basc Gorka Knörr.